# Barco desaparecido (Souza Pinto)
Barco desaparecido é uma pintura a óleo sobre tela de 1890 do artista português Souza Pinto (1856-1939) ligado à primeira geração do Naturalismo e que está atualmente no Museu Nacional de Arte Contemporânea, em Lisboa.
Em Barco desaparecido, Souza Pinto representa a tragédia que repetidamente se abate sobre os pescadores e as suas famílias, na figura de duas mulheres que, num banco de areia de uma praia da Bretanha adoptiva do pintor, choram o desaparecimento de familiares no mar.

## Descrição
Na duna de areia de uma praia coberta por vegetação rasteira batida pelo vento e sob um céu nublado matinal, duas mulheres choram o desaparecimento no mar de pescadores dado que o barco deles não regressou. A rapariga com o cabelo apanhado numa trança, de camisola castanha e saia azul comprida, face rosada, enxuga as lágrimas no avental, e a mulher idosa, a seu lado, de vestes escuras, mãos rugosas cruzadas no regaço, olha desesperançada para o mar, com a face marcada pela dor.
Na frente das mulheres está uma âncora semi-enterrada na areia, com a corrente partida e enferrujada, a simbolizar a separação do barco de que tinha feito parte, de outro barco que se perdeu, outra tragédia que se consumara antes. Ao fundo, alguns botes desocupados e decerto ancorados, como que silhuetas em acalmia pois que desta vez tiveram a sorte de regressar.
Trata-se de uma pintura de costumes relativa à costa noroeste de França, zona onde Souza Pinto viveu grande parte da sua vida, o que é indicado pelo tipo de socos que as mulheres usam, mas o tema podia referir-se a qualquer zona marítima de pescadores de mar, como é exemplo a obra À espera do barcos (em Galeria) que Marques de Oliveira pintou sensivelmente na mesma época.
A obra foi adquirido pelo Legado Valmor em 1906, tendo sido integrada no MNAC em 1912.

## Apreciação
Segundo Maria Aires Silveira, a envolvente triste e brumosa desta pintura, que identifica a Bretanha adoptiva de Souza Pinto, após a sua ida para França como bolseiro em 1880, corresponde à face melancólica da sua obra, contraponto dos recantos ensolarados de Benfica, onde tinha morada, oscilando assim a sua obra entre duas sensações de luz diferenciadas.
O quadro, sombrio pelo drama representado, algo cenográfico dada à disposição das duas mulheres e dos símbolos que inseriu (âncora e destroços de barco), remete para uma lamentada tradição marítima, representada pelas mulheres de pescadores, provavelmente da costa da Bretanha, numa cena de grande contenção cromática e mutismo das personagens.
Barco desaparecido revela um tendência para-impressionista, resultante fundamentalmente da névoa que envolve a composição, apesar de se posicionar numa linha de convencionalismo formal que a envolvência das figuras não esbate. Em tonalidades suaves, próximas do pastel, técnica que utilizaria habilmente, o pintor desenvolve um naturalismo tardio e ecléctico influenciado pela obra de Bastien-Lepage (exemplo em Galeria).

## Galeria

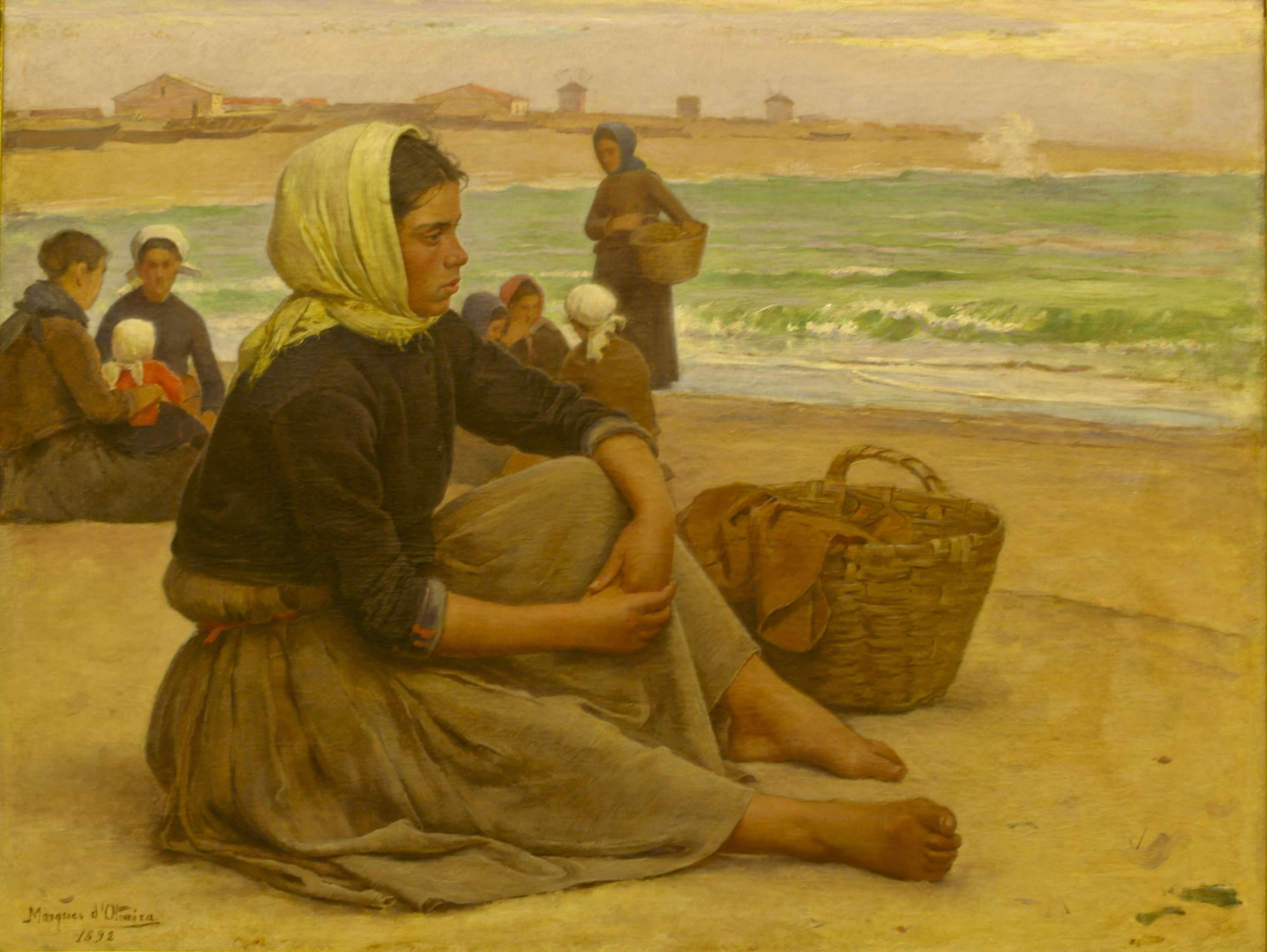
À espera dos barcos  (1892), de Marques de Oliveira, no Museu do Chiado, em Lisboa
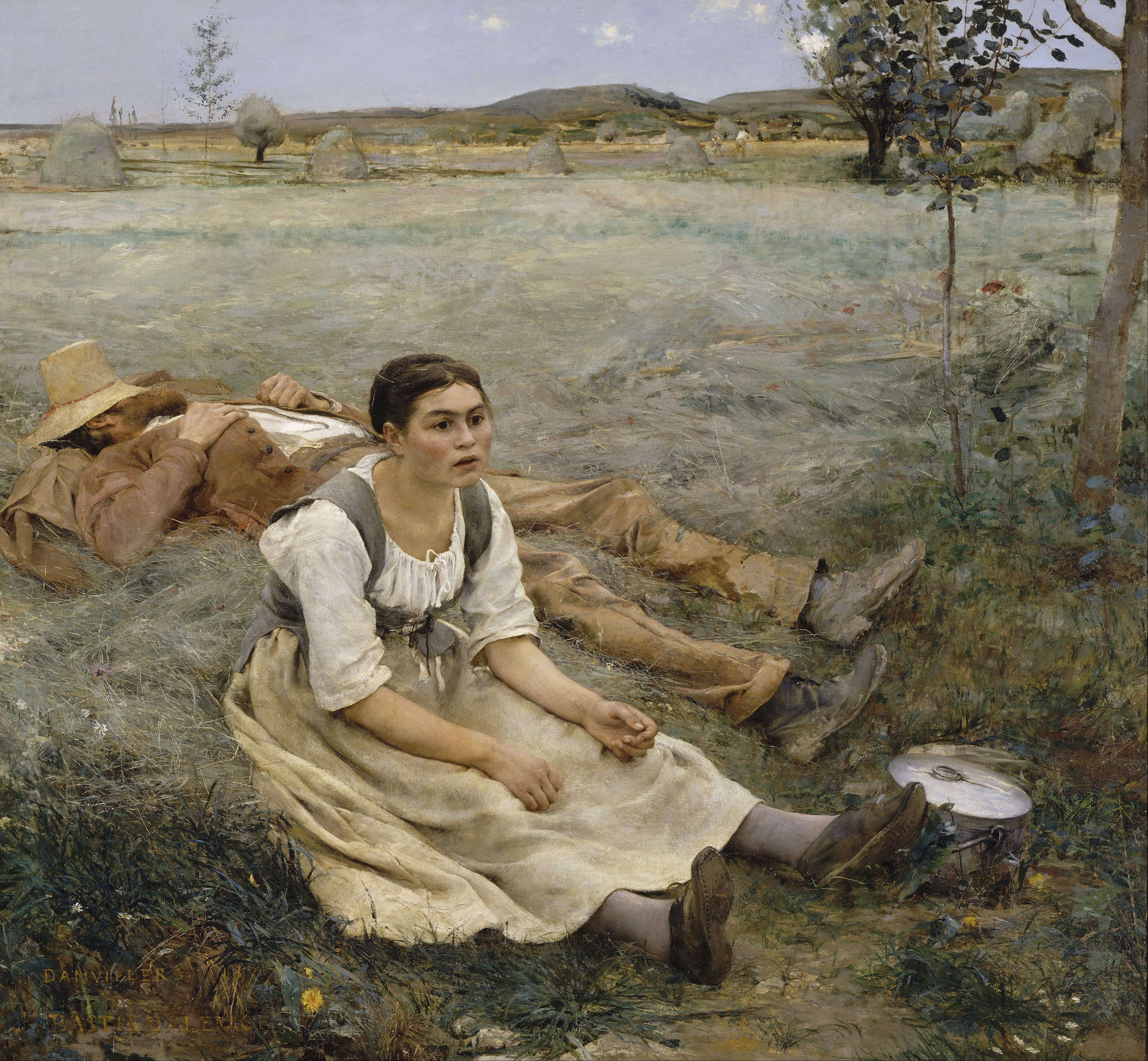
Ceifa  (1877), de Jules Bastien-Lepage, no Museu de Orsay, em Paris

### Ligação externa
- Página oficial do Museu Nacional de Arte Contemporânea,